# ウロス
ウロスとは、コナミのシューティングゲーム『グラディウス』に登場する架空の兵器。バクテリアン軍の移動砲台である。
当項目では他の『グラディウス』シリーズに登場する本機のバリエーションや攻撃方法が類似する雑魚キャラも併せて記述する。
ケンタウロスの略、

## 概要
姿はシリーズによって幅があるものの、大概はドーム状であり、上部にある開閉式のハッチの中に砲が隠されている。
地面や天井を一定距離を往復し、一定時間に自機のいるxy座標を計算して自機目掛けて弾を撃つ。
固定砲台であるディー01と、歩行ロボットダッカーの中間にあたる存在である。

## バリエーション

### グラディウス
ウロス
AC版の1、3、4、7面に登場。胴体の色は水色で下部はオレンジ。FC版には登場しない。
OBJセットには本機の他に『グラディウスII』のウロリストに似た機体（おそらく要塞仕様機）のグラフィックが用意されていたが、使用されなかった。

### グラディウスII
ウロリスト
AC版では4、5面に登場。色は淡い緑。FC版では3面で3機登場するが、色は紺で、オレンジ色でないにもかかわらず左にいる1機だけパワーアップカプセルを出す。
スロリスト
AC版の8面に登場するウロリストの要塞仕様機。ウロリストよりも背が高くハッチも小さい。ハッチの形状はJT-16Sと酷似している。機体は灰色。FC版では6面に登場。

### グラディウスIII
ガッシーノ
AC版では3面に登場。平べったいデザインで、色は紺。特定の1機を破壊すると隠しBGM「A Long Time Ago」が流れる。
カーン
AC版では登場する全領域無人砲台。丸みを帯びたデザインで、ハッチが2方向に開くが弾は1つだけである。機体は緑色。
メッカーノ
AC版の10面の要塞のゲート前にのみ登場。機体は細長い台形状で色は水色。

### グラディウス外伝
スライダー
4面に登場。ゼンマイのような姿をしており、横に右回転しながら移動し、2方向に弾を出す。色は緑。密集していることが多く、狭い地形と相まって強力な敵となる。
スラスター
9面に登場する要塞仕様機。ジャンパーに似たデザインで、横に右回転しながら移動する。弾は1つだけ出す。塗装は灰色。

### グラディウスIV
ウロリストS
2面と4面の前半に登場。『グラディウスII』のウロリストを名乗るが、外見はスロリストと酷似している。同作のJT-16の要塞仕様がJT-16Sであるため、スロリストの別名がウロリストSであると考えられ、同一機種の可能性もある。横に右回転しながら移動する。

## 近種
攻撃方法は異なるが、行動の性質や外観が類似しているキャラを記述する。
ロゴリスト RGOLIST
『グラディウスII』（AC版）の5面のボス直前にのみ登場。カーストダッカーとウロリストを掛け合わせたような機種で、攻撃方法はダッカーに類似している。ダッカーにある本機の記述も参照。
ゴロン
『グラディウス外伝』の4面に登場。前転して移動しながら弾を1つずつ出し続ける。右に移動するものと左に移動するものがいる。パワーアップするなどして難易度を上げると弾を出す頻度が早くなり、狭い地形と相まって手強い相手になる。
バウム
『グラディウスIV』の5面に登場。円形状の機体で右方向に前転しながら移動し、一定時間に停止して4つのハッチから自機に向けて5方向に弾を出す。

## 類似
外見は全く異なるが、攻撃方法が酷似しているキャラを記述する。
アロリスト
『グラディウスII』（AC版）の2面に登場。エイリアンのメクシュリオンを産むモイドH（X68000版ではプミィ、いわゆるハッチの1種）に似た卵状のボディで、触手状の足が生えている。色は淡い緑。FC版2面でも登場するが、色はピンク。
ワーム
『グラディウス外伝』の5面に登場。体内ステージにいるにもかかわらず、メカニックな造形をおり、外見はアゲハチョウの幼虫に似ている。色はパワーアップカプセルを持っているオレンジのみ。

## パロディ
おーい!かに丸
『パロディウスだ!』に登場。左右に動きながら弾を発射することからパロディウスではカニになっている。名前はNHK教育で放映されていた番組『おーい!はに丸』のパロディ。